# Made in Germany und USA
Made in Germany und USA ist ein deutscher Film aus dem Jahr 1974. Regie führte Rudolf Thome.

## Inhalt
Liesel und Karl leben gemeinsam mit ihrem kleinen Sohn in Berlin. Liesel arbeitet als Schauspielerin, während Karl einem seiner Bildung nicht angemessenen Brotberuf nachgehen muss.
Es kommt zwischen ihnen wegen Geldproblemen, sexueller Frustration und der Geschlechterhierarchie öfter zu Auseinandersetzungen.
Eines Tages reist Karl alleine nach New York, um dort eine Karriere als Schauspieler zu beginnen. Es stellt sich jedoch heraus, dass dies schwieriger ist, als er es am Anfang angenommen hatte.
Liesel leiht sich Geld und reist Karl nach. Auch sie versucht in New York eine Anstellung als Schauspielerin zu bekommen. Bei einer gemeinsamen Autoreise kommt es zur Aussprache zwischen Liesel und Karl.
Karl meint, dass er die Liebe zu Liesel nicht mehr rationalisieren könne und Liesel gesteht, dass sie, obwohl sie Karl noch immer liebt, keine Lust mehr beim Geschlechtsverkehr empfindet.
Am Ende des Films legt Liesel für Karl Tarotkarten und rät ihm, wieder nach Berlin zurückzukehren.

## Kritik
„Ein mit geringen Mitteln aus szenischen Improvisationen entstandener Film, in dem Regisseur Thome rücksichtslos und unter Verzicht auf künstlerische Sublimierung von sich und seinen privaten Problemen erzählt.“